# 池谷駅
池谷駅（いけのたにえき）は、徳島県鳴門市大麻町池谷字柳の本にある、四国旅客鉄道（JR四国）の駅である。
高徳線を所属線としており、鳴門線を加えた2路線が乗入れている。鳴門線は当駅を線路名称上の起点としているが、殆どの列車は高徳線経由で徳島駅に発着する。駅番号は高徳線がT04、鳴門線がN04。

## 歴史
- 1916年（大正5年）7月1日：阿波電気軌道（後の阿波鉄道）古川 - 撫養間開業と同時に設置[2][3]。
- 1923年（大正12年）
  - 2月15日：当駅 - 鍛冶屋原間開業により、分岐駅となる。但し撫養方面から鍛冶屋原方面に直通する形での分岐であり、高徳本線成立の前に現在地に駅が移転している。
  - 2月19日：大麻比古神社参詣客満載の撫養発鍛冶屋原方面行きの客車が駅構内で脱線転覆。5人死亡、重傷者9名[4]
- 1933年（昭和8年）7月1日：阿波鉄道国有化により鉄道省阿波線の駅となる[2]。
- 1935年（昭和10年）3月20日：板野郡堀江村高畑へ移転[5]
- 1961年（昭和36年）2月10日：貨物取扱廃止[2]。
- 1971年（昭和46年）4月1日：勝瑞駅 - 当駅間の阿波市場駅が廃止。
- 1984年（昭和59年）2月1日：荷物扱い廃止[2]。駅員無配置駅となる[6][7]。
- 1987年（昭和62年）4月1日：国鉄分割民営化によりJR四国に継承[2][3]。

## 駅構造
V字形に分岐する高徳線・鳴門線それぞれに島式ホーム1面2線、計2面4線のホームがある地上駅。かつては鳴門線側3番線と駅舎の間に保線車両用の待避線があった。当駅を通過する特急「うずしお」は1番のりばを通過するが1線スルーではないため、勝瑞側を制限60 km/h、板野側を制限40 km/hで通過する。両線の間にある駅舎と双方のホームは跨線橋（横断歩道橋型）で結ばれている。
当駅は簡易委託駅であったが、2012年7月11日から無人駅となった。無人化後も自動券売機は設置されていない。わたしの旅スタンプが置いてあったが、無人化の影響か勝瑞駅で管理するようになった。改札内にトイレ（汲み取り式）と手洗い場がある。また、改札内の跨線橋横に狸の祠（段四郎狸）がある。
以前は特急「うずしお」の殆どが停車して鳴門線の利用者の便を図っていたが、1998年10月のダイヤ改正時に半数程度が乗降客の多い勝瑞駅停車に変更された。その後、鳴門線の利便性低下を憂う鳴門市からの要望によりダイヤが見直され、一部が池谷駅と勝瑞駅の両方に停車するようになった。当駅を通過する特急列車の利用客に限り池谷・勝瑞間は「区間外乗車」扱いとなる。また平日の鳴門線からの下り列車1本（当駅止まり）は鳴門駅からノンストップで運転される。

### のりば
| のりば | 路線    | 方向 | 行先           | 備考                     |
| ------ | ------- | ---- | -------------- | ------------------------ |
| 1・2   | ■高徳線 | 上り | 板野・高松方面 |                          |
| 1・2   | ■高徳線 | 下り | 徳島方面       | 板野・高松方面からの列車 |
| 3      | ■鳴門線 | 上り | 鳴門方面       | 当駅始発は4番のりば      |
| 4      | ■鳴門線 | 下り | 徳島方面       | 鳴門方面からの列車       |

右のホームが鳴門線、左が高徳線ホーム（勝瑞方より）
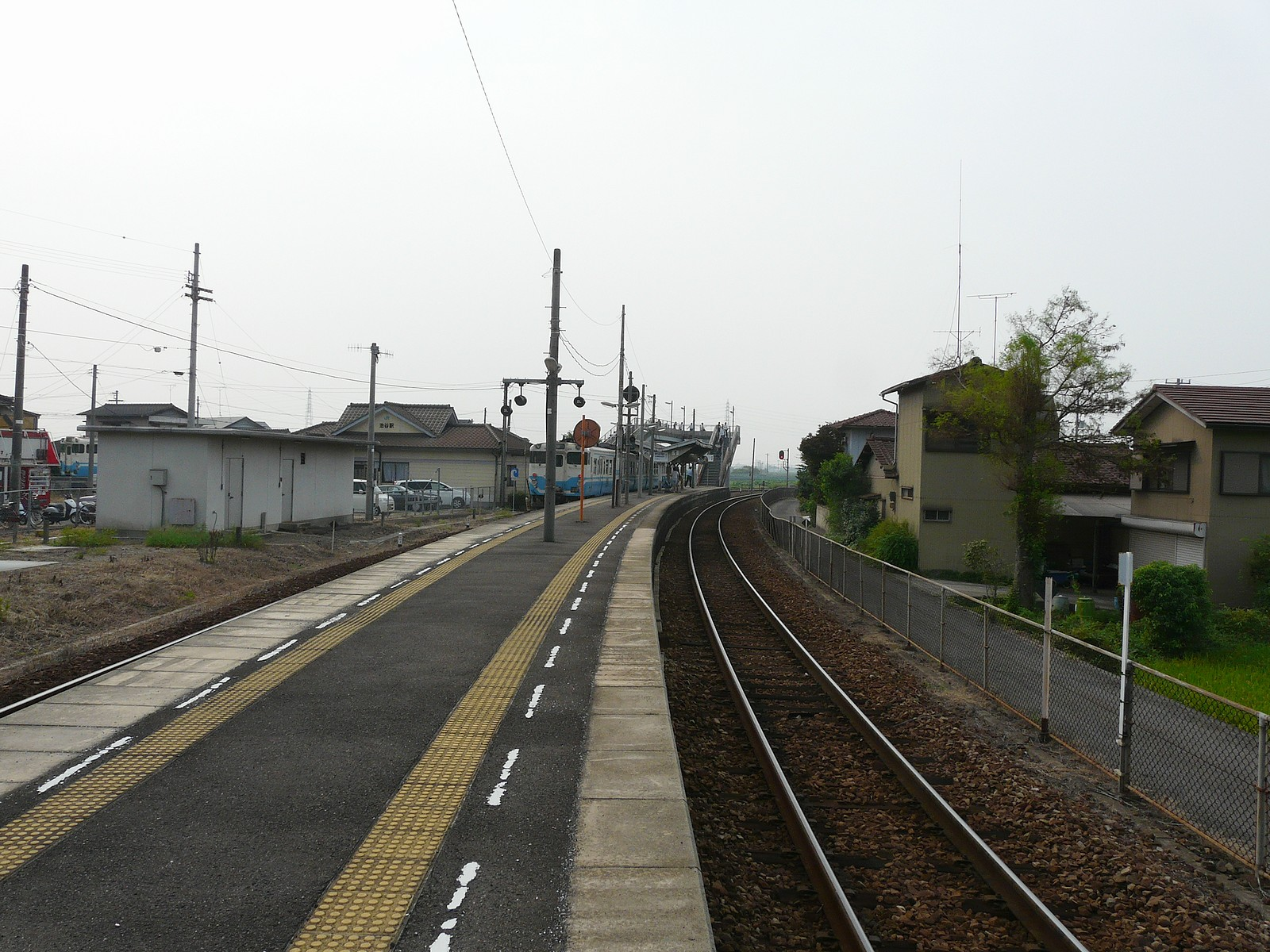
高徳線ホーム（板東方より）
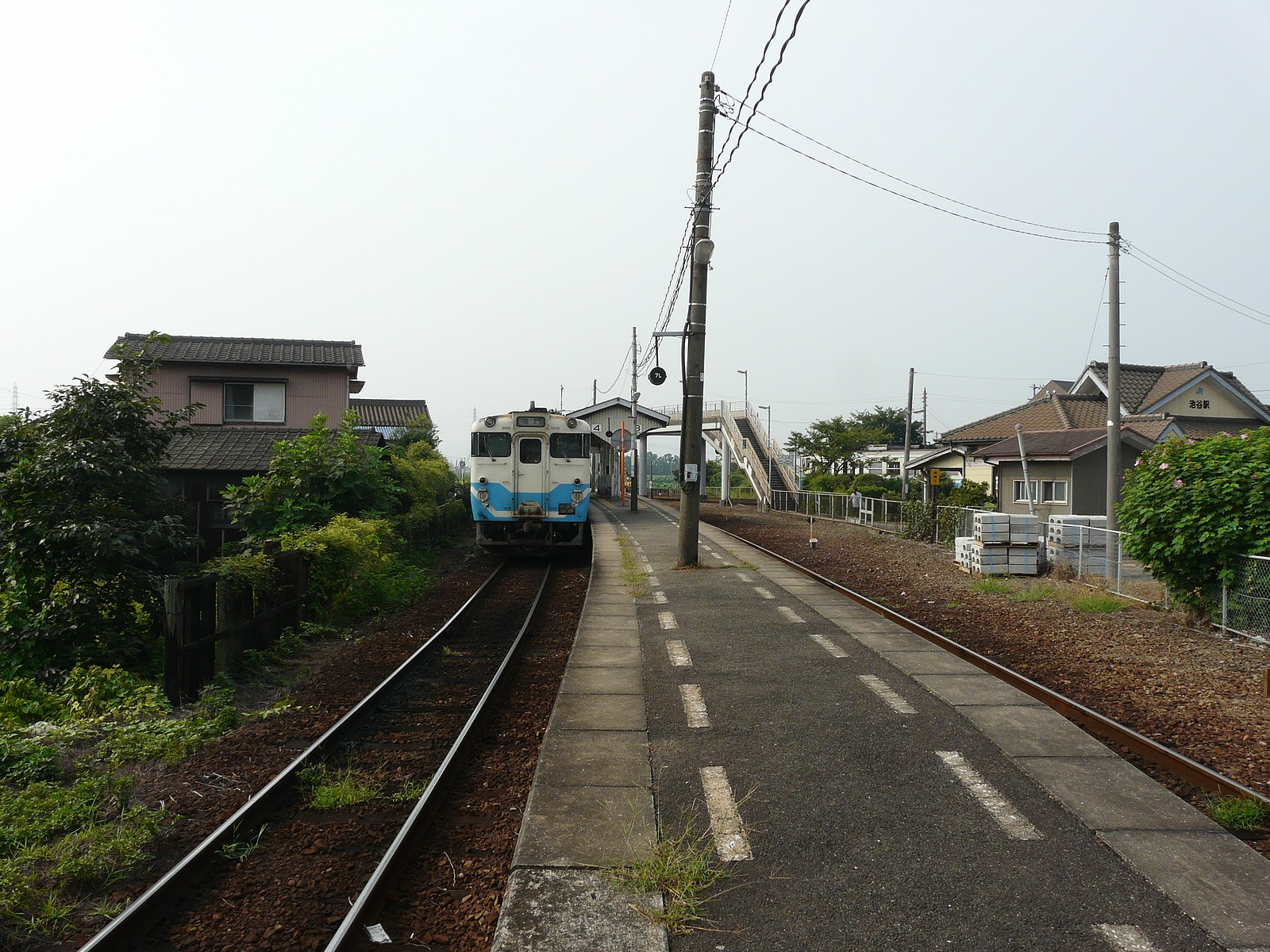
鳴門線ホーム（阿波大谷方より）
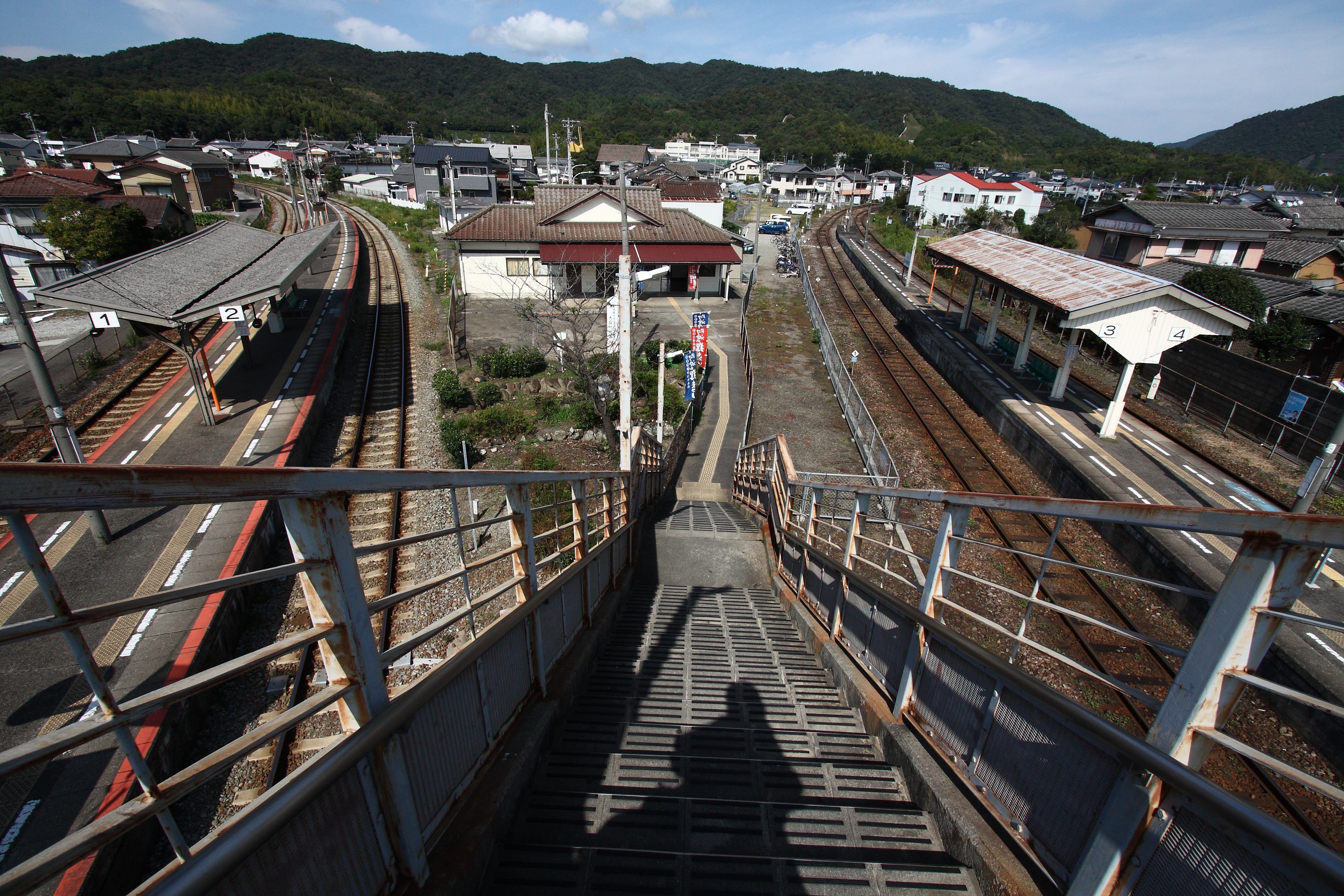
連絡橋からホーム全景。正面は駅舎（右は鳴門線、左は高徳線。鳴門線と駅舎の間にある空き地は待避線跡）
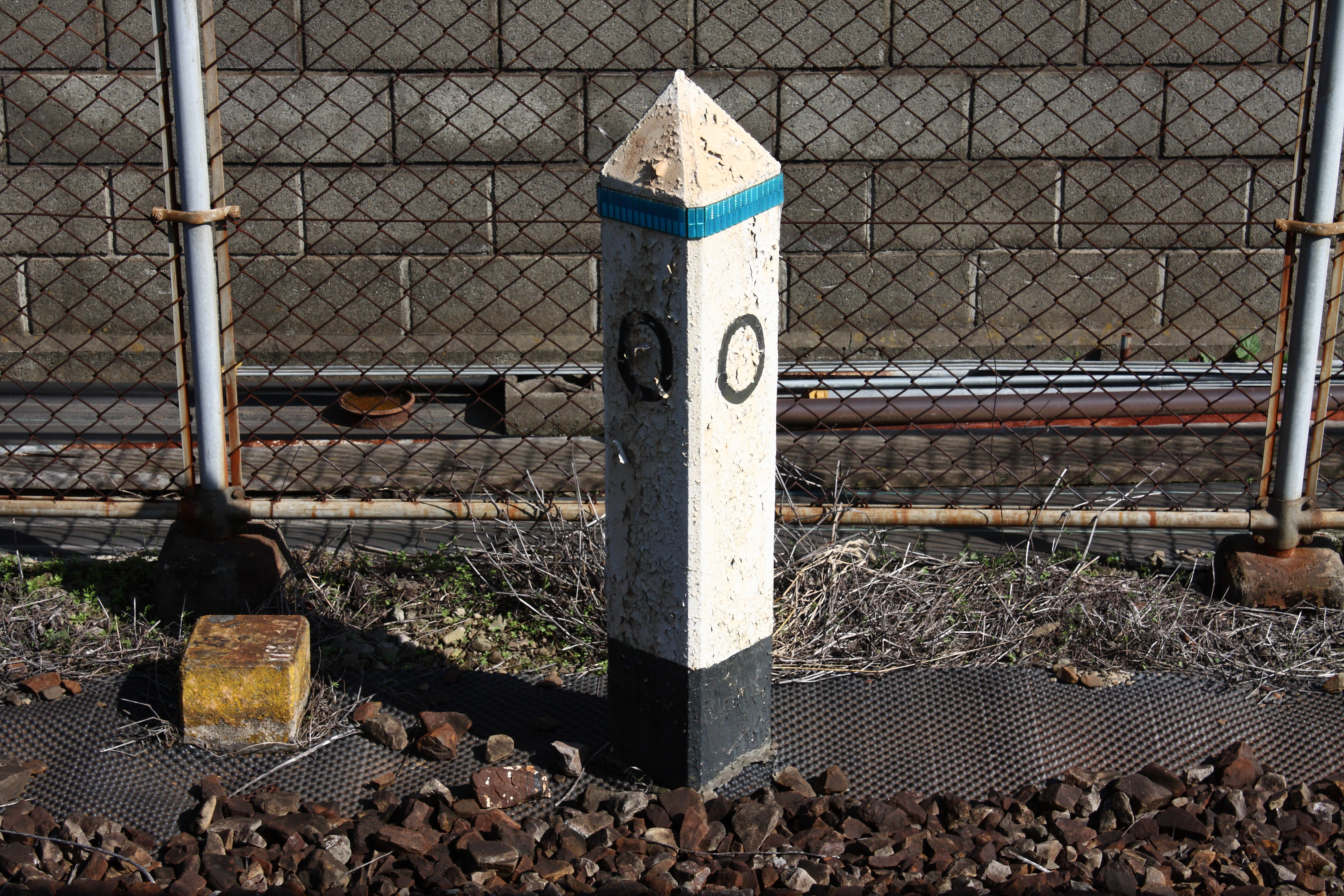
鳴門線ホーム横にある(鳴門線)0キロポスト

## 利用状況
1日平均乗車人員は下記の通り。
- 163人（1995年度）
- 176人（1996年度）
- 172人（1997年度）
- 160人（1998年度）
- 137人（1999年度）
- 133人（2000年度）
- 124人（2001年度）
- 123人（2002年度）
- 126人（2003年度）
- 125人（2004年度）

- 137人（2005年度）
- 133人（2006年度）
- 129人（2007年度）
- 112人（2008年度）
- 106人（2009年度）
- 106人（2010年度）
- 110人（2011年度）
- 103人（2012年度）
- 99人（2013年度）
- 92人（2014年度）

## 駅周辺
元の大麻町の中心は板東駅の周辺であり、本駅の周辺の集落は小さい。駅の周辺は田圃が多い。
- 鳴門市大麻中学校
- 徳島県道12号鳴門池田線
- 徳島県道167号北島池谷停車場線
- 旧撫養街道 - 鳴門線沿いの一部区間は徳島県道167号線と重複。

### バス路線
徳島県道167号線（旧撫養街道との重複区間）沿いに「池谷駅前」停留所があり、徳島バスの鳴門大麻線が経由する。

## 隣の駅
四国旅客鉄道（JR四国）
■高徳線
- 特急「うずしお」一部停車駅

■普通
板東駅 (T05) - 池谷駅 (T04)  - 勝瑞駅 (T03)
■鳴門線
■普通（平日下り1本のみ）
池谷駅 (N04)  ← 鳴門駅 (N10)
■普通
（勝瑞駅 - ）池谷駅 (N04)  - 阿波大谷駅 (N05)